# نونو كلارو
نونو كلارو مواليد 7 يناير 1977 في توندلا، هو لاعب كرة قدم برتغالي سابق كان يلعب كحارس مرمى. بدأ مسيرته الرياضية عام 1996.

## وصلات خارجية
- نونو كلارو على موقع الاتحاد الأوربي (الإنجليزية)
- نونو كلارو على موقع قاعدة بيانات كرة القدم.إي يو (الإنجليزية)
- نونو كلارو على موقع Soccerbase.com (لاعب) (الإنجليزية)
- نونو كلارو على موقع Soccerway.com (الإنجليزية)
- نونو كلارو على موقع عالم كرة القدم.نت (الإنجليزية)
- نونو كلارو على موقع AS.com (الإسبانية)